# نیام امرسون
نیام امرسون (انگلیسی: Niamh Emerson؛ زادهٔ ۲۲ آوریل ۱۹۹۹) ورزشکار دو و میدانی اهل بریتانیا است.